# Сасин, Дмитрий Андреевич
Дми́трий Андре́евич Са́син (род. 21 августа 1996, Кемерово) — российский футболист, защитник клуба «Ротор». Мастер спорта России (2024).

## Биография
В 2012 году играл в составе ФК «Кемерово» в чемпионате Кемеровской области, в 2013 — за СДЮСШОР Кемерово в чемпионате области и первенстве КФК. В сезоне 2013/14 в составе молодёжной команды ФК «Томь» провёл 28 матчей, забил пять мячей. В сезонах 2014/15 — 2015/16 сыграл 44 матчей в первенстве ПФЛ за «Томь-2», забил 8 голов. Провёл два матча за «Томь» в Кубке ФНЛ 2016 года. В сезоне 2016/17 в молодёжном составе «Томи» провёл 17 матчей, забил 6 мячей. После того, как из-за финансовых проблем клуб покинуло большое количество футболистов, 3 марта 2017 года в матче против «Ростова» (0:6) дебютировал в Премьер-лиге. 13 апреля 2017 года стало известно, что футболист продлил контракт с томским клубом на 3 года. В сезоне 2017/18 стал капитаном «Томи». Первый гол за томский клуб забил 13 августа 2017 года в ворота «Шинника».
В 2023 году подписал контракт с клубом «Сокол».

## Достижения
«Томь»
- Бронзовый призёр первенства ФНЛ : 2018/19

## Личная жизнь
Обучался на экономическом факультете заочного отделения Кемеровского сельскохозяйственного института.

## Клубная статистика
| Выступление      | Выступление      | Выступление      | Лига | Лига | Кубки | Кубки | Еврокубки | Еврокубки | Прочие | Прочие | Итого | Итого |
| Клуб             | Лига             | Сезон            | Игры | Голы | Игры  | Голы  | Игры      | Голы      | Игры   | Голы   | Игры  | Голы  |
| ---------------- | ---------------- | ---------------- | ---- | ---- | ----- | ----- | --------- | --------- | ------ | ------ | ----- | ----- |
| Томь-2           | ПФЛ              | 2014/15          | 21   | 4    | 0     | 0     | 0         | 0         | 0      | 0      | 21    | 4     |
| Томь-2           | ПФЛ              | 2015/16          | 23   | 4    | 0     | 0     | 0         | 0         | 0      | 0      | 23    | 4     |
| Томь-2           | Итого            | Итого            | 44   | 8    | 0     | 0     | 0         | 0         | 0      | 0      | 44    | 8     |
| Томь             | Премьер-лига     | 2016/17          | 12   | 0    | 0     | 0     | 0         | 0         | 0      | 0      | 12    | 0     |
| Томь             | ФНЛ              | 2017/18          | 25   | 1    | 2     | 0     | 0         | 0         | 0      | 0      | 27    | 1     |
| Томь             | ФНЛ              | 2018/19          | 27   | 0    | 1     | 0     | 0         | 0         | 1      | 0      | 29    | 0     |
| Томь             | ФНЛ              | 2019/20          | 20   | 1    | 3     | 1     | 0         | 0         | 0      | 0      | 23    | 2     |
| Томь             | Итого            | Итого            | 84   | 2    | 6     | 1     | 0         | 0         | 1      | 0      | 91    | 3     |
| Всего за карьеру | Всего за карьеру | Всего за карьеру | 128  | 10   | 6     | 1     | 0         | 0         | 1      | 0      | 135   | 11    |